# Cléry-Saint-André
Cléry-Saint-André là một xã trong tỉnh Loiret, vùng Centre-Val de Loire bắc trung bộ nước Pháp. Xã này nằm ở khu vực có độ cao từ 84-107 mét trên mực nước biển.